# Simona Pop
Simona Pop (nume de fată Simona Deac, n. 25 decembrie 1988, Satu Mare) este o scrimeră română specializată pe spadă. A fost laureată cu bronz la Campionatul European din 2015. Cu echipa României a câștigat medalia de aur la Jocurile Olimpice de vară din 2016 și medalia de argint la Campionatul Mondial din 2015. A fost și dublă campioană europeană în 2014 și în 2015.

## Viață personală
Pop a început scrima la CS Satu Mare cu antrenorul Francisc Csiszar, care a antrenat-o pe ea timp de 12 ani. În anul 2007 a obținut bacalaureatul la Colegiul Național „Mihai Eminescu” din Satu Mare. În prezent studiază contabilitatea și informatica de gestiune la Universitatea „Vasile Goldiș” din Arad. În anul 2012 s-a căsătorit cu Adrian Pop, coleg sportiv de lot național. Cununia religioasă a avut loc într-o biserică romano-catolică din Satu Mare.

## Carieră
Pop a obținut o medalie de argint la Campionatul Mondial pentru juniori din 2008 de la Acireale și la Universiada de vară din 2013 de la Kazan. A fost aleasă în lotul național de seniori, în timp ce căpitanul naționalei Ana Maria Brânză este accidentată, apoi a fost utilizată ca rezervă. A devenit numărul 2 al echipei după ce Simona Gherman, Anca Măroiu și Loredana Dinu s-au retras în urma Jocurilor Olimpice de la Londra. În același timp, s-a transferat la CSA Steaua, la care colege de lot Brânză și Maria Udrea și ele sunt legitimate.

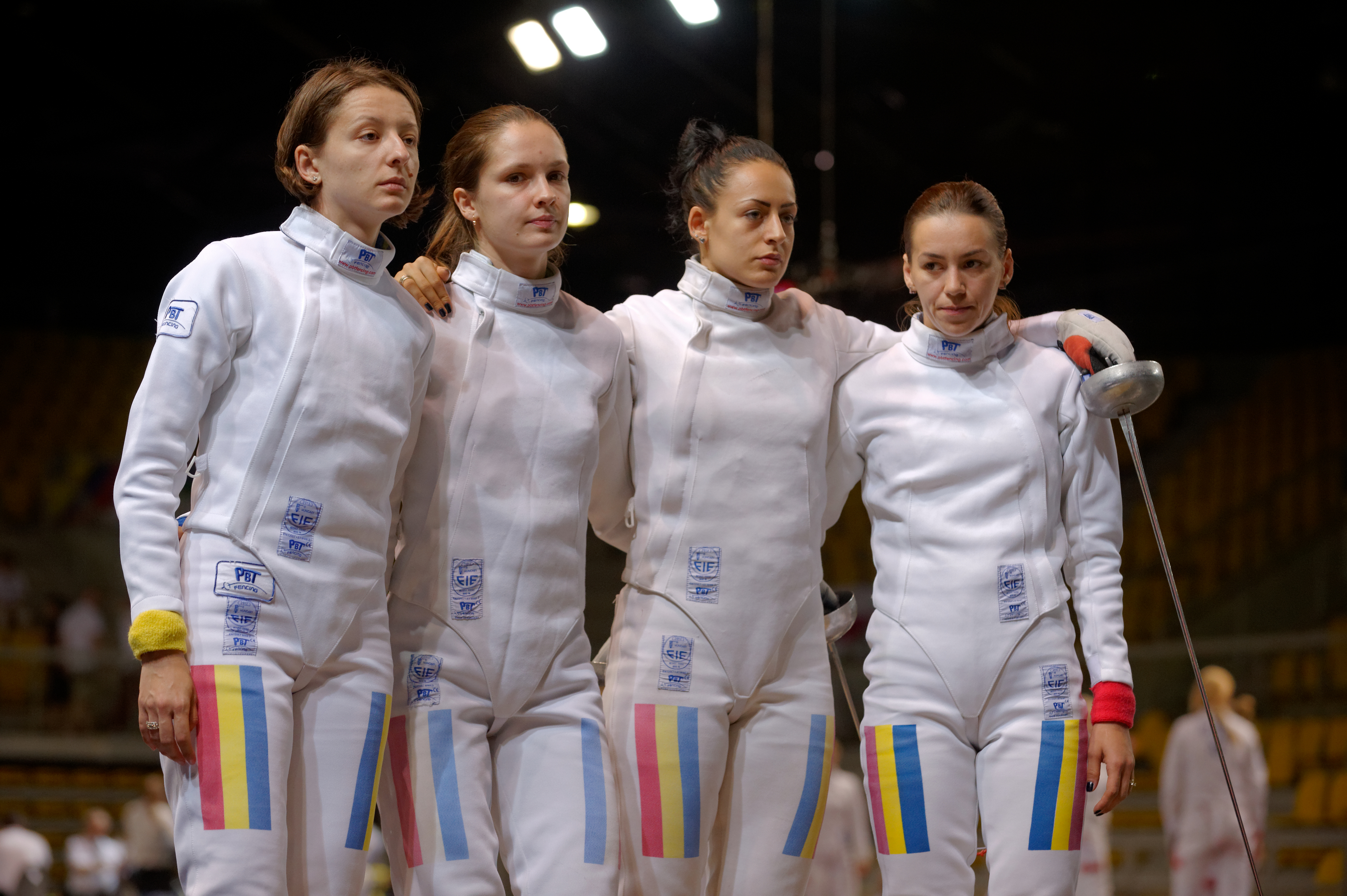
Simona Pop (al 2-a la stânga) cu echipa la Strasbourg 2014

În sezonul 2012-2013 a luat o medalie de bronz la probă de Cupa Mondială de la Saint-Maur, apoi o medalie de argint la Cupa Campionilor Europeni, tot pe echipe. S-a oprit în tabloul de 32 la Campionatul European de la Zagreb, dar a câștigat argintul pe echipe. A ajuns în semifinală la Universiade din 2013, dar a fost învinsă de chinezoaica Sun Yiwen, și s-a mulțumit cu bronzul. La Campionatul Mondial de la Budapesta, s-a impus în fața vicecampioanei europeană Francesca Quondamcarlo, dar a pierdut în turul al doilea cu americana Courtney Hurley. În proba pe echipe, România a fost învinsă de Rusia în semifinală, și a întâlnit-o pe Franța în finala mică. Intrând în penultimul releu cu un handicap de trei tușe, Pop a egalat scorul, permițând Anei Brânză să câștige meciul. Delegația României a părăsit concursul cu o medalia de bronz. Pop a terminat sezonul pe locul 26 FIE, cel mai bun din carieră până acum.
În sezonul 2013-2014, Pop a luat medalia de aur pe echipe la etapa de Cupă Mondială de la Doha. La Campionatul European de la Strasbourg, a cedat în primul tur cu franțuzoaica Joséphine Jacques-André-Coquin, care și-a luat bronzul în cele din urmă. În proba pe echipe, România a trecut ușor de Ucraina, Pop marcând cele mai multe tușe în meciul. Victoria în fața Italiei în semifinală a fost una strânsă. România a întâlnit-o pe favorita Rusia în finală. Pop a fost prima româncă ce și-a câștigat releul în fața unei rusoaică, permițând Anei Brânză să egaleze, și Simonei Gherman să închidă meciul cu o victorie românească. La Campionatul Mondial de la Kazan, Pop s-a oprit în primul tur în fața franțuzoaicei Auriane Mallo. În proba pe echipe, România a fost învinsă de Italia în sferturile de finală și s-a clasat pe locul 5.
În sezonul 2014-2015 s-au întors în competiție Anca Măroiu și Loredana Dinu, dar Simona Pop și-a conservat poziția în lotul olimpic datorită rezultatelor bune pe echipe, mai ales la etapa de Cupa mondială de la Buenos Aires, unde ea a înregistrat +14 tușe în semifinale cu Rusia și a învins-o pe Tatiana Logunova cu scorul 8–0 în al 8-lea releu. În luna mai a câștigat primul titlu național al carierei, trecând succesiv de Loredana Dinu în semifinale și de Anca Măroiu în finală.
La Campionatul European din 2015 de la Montreux, la începutul lunii iunie, a ieșit pe locul 5 din turul de grupe, apoi le-a învins succesiv pe unguroaica Dorina Budai, suedeza Emma Samuelsson și rusoaica Tatiana Logunova, ajungând în semifinală. A pierdut cu campioana mondială, italianca Rossella Fiamingo, scorul fiind 9-15, și s-a mulțumit cu bronzul, prima sa medalie individuală la o competiție de prim plan la seniori. La proba pe echipe România a trecut de Ucraina în sferturile de finală, apoi de Suedia, pregătită de românul Adrian Pop. Lotul a întâlnit din nou echipa Estoniei în finală, ca și la Zagreb 2013, dar de data astă a câștigat clar cu scorul de 45-30 și a cucerit aurul. Câteva săptămâni mai târziu a participat la prima ediție a Jocurilor Europene, dar a părăsit competiția individuală încă din faza grupelor. Și-a luat revanșa la proba pe echipe: România a câștigat medalia de aur după ce a învins din nou Estonia în finală. La Campionatul Mondial de la Moscova a pierdut la o tușă în turul întâi cu germanca Monika Sozanska. La proba pe echipe România a trecut de Turcia, Elveția, Ungaria și Ucraina, ajungând în finală, dar a pierdut cu China și a rămas cu argintul.
A deschis sezonul 2015–2016 cu prima sa victorie la Cupa României, după ce a învins-o pe Loredana Dinu în finală.

## Palmares
Clasamentul la Cupa Mondială
| An  | 2007 | 2008 | 2009 | 2010 | 2011 | 2012 | 2013 | 2014 | 2015 |
| --- | ---- | ---- | ---- | ---- | ---- | ---- | ---- | ---- | ---- |
| Loc | 239  | 480  | 129  | 156  | 177  | 98   | 26   | 59   | 30   |